# Aglia confluens
Aglia confluens är en fjärilsart som beskrevs av Schultz. 1905. Aglia confluens ingår i släktet Aglia och familjen påfågelsspinnare. Inga underarter finns listade i Catalogue of Life.